# Megalaspis cordyla
Megalaspis cordyla és un peix teleosti de la família dels caràngids i de l'ordre dels perciformes.

## Particularitats
Megalaspis cordyla és l'única espècie del gènere Megalaspis.

## Morfologia
Pot arribar als 80 cm de llargària total i als 4 kg de pes.

## Alimentació
Menja peixos.

## Distribució geogràfica
Es troba des de les costes de l'Àfrica oriental fins al Japó i Austràlia.